# Candolleodendron brachystachyum
Genre
Espèce
Synonymes
- Swartzia brachystachya DC.[2]
- Tunatea brachystachya (DC.) Kuntze[2]

Candolleodendron brachystachyum est une espèce de plantes à fleurs dicotylédones de la famille des Fabaceae, sous-famille des Faboideae, originaire d'Amérique du Sud. C'est l'unique espèce acceptée du genre Candolleodendron (genre monotypique).

## Étymologie
Le nom générique, « Candolleodendron », est un hommage à Augustin Pyrame de Candolle (1778 1841), botaniste suisse, avec le suffixe grec δένδρον (dendron), « arbre ».